# Sojus TM-31

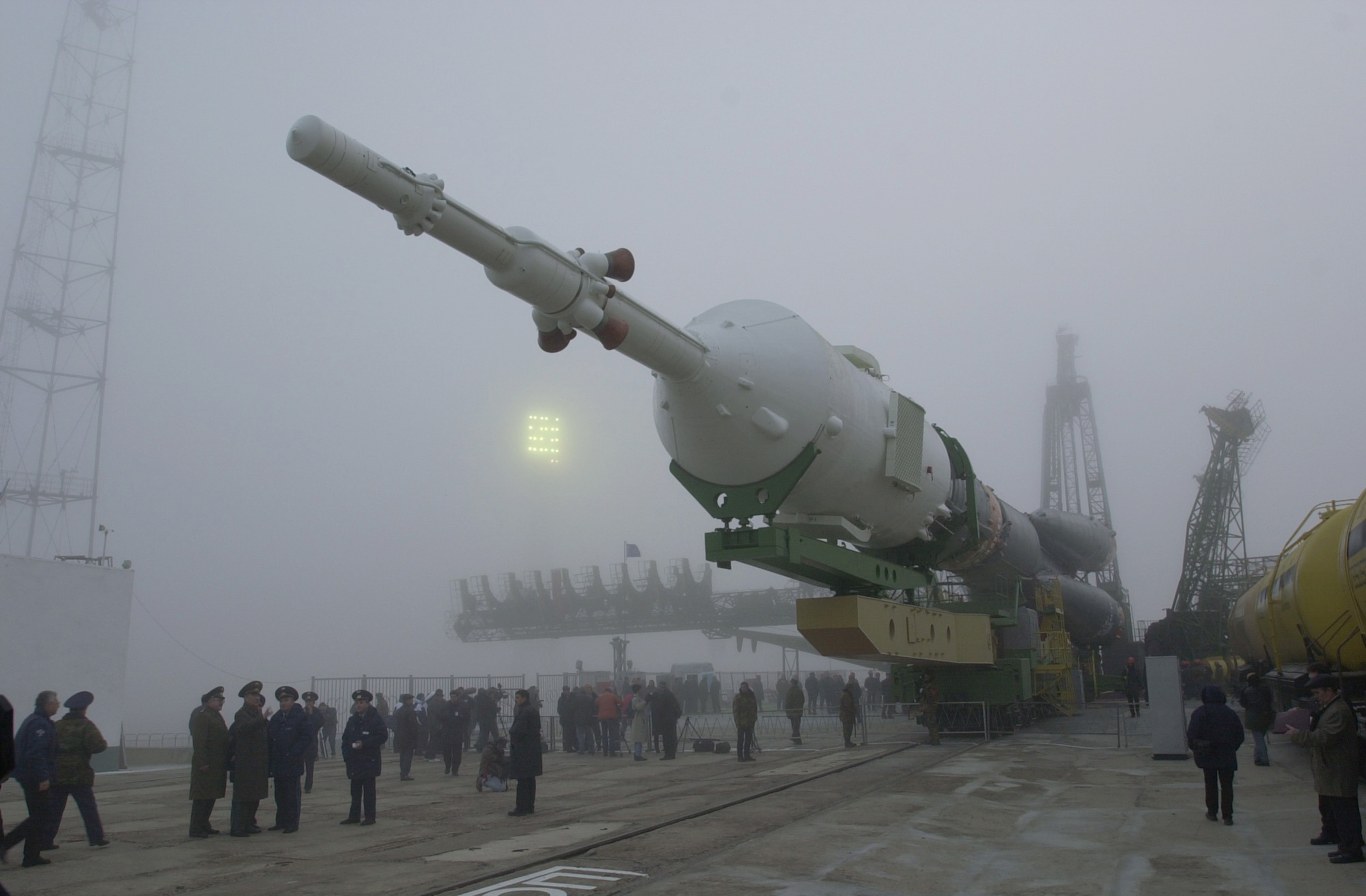
Aufrichten der Sojus-U-Rakete mit Sojus TM-31 an Bord

Sojus TM-31 ist die Missionsbezeichnung für den Flug eines russischen Sojus-Raumschiffs zur Internationalen Raumstation (ISS). Es war der erste Besuch eines Sojus-Raumschiffs bei der ISS und der 107. Flug im Sojusprogramm.

## Besatzung

### Startbesatzung
ISS-Expedition 1:
- Juri Pawlowitsch Gidsenko (2. Raumflug), Sojus-Kommandant ( Russland)
- William Shepherd (4. Raumflug), Bordingenieur ( Vereinigte Staaten)
- Sergei Konstantinowitsch Krikaljow (5. Raumflug), Bordingenieur ( Russland)

### Ersatzmannschaft
- Wladimir Nikolajewitsch Deschurow, Kommandant ( Russland)
- Kenneth Duane Bowersox, Bordingenieur ( Vereinigte Staaten)
- Michail Wladislawowitsch Tjurin, Bordingenieur ( Russland)

### Rückkehrbesatzung
- Talghat Mussabajew (3. Raumflug), Kommandant ( Kasachstan)
- Juri Michailowitsch Baturin (2. Raumflug), Bordingenieur ( Russland)
- Dennis Tito (1. Raumflug), Weltraumtourist ( Vereinigte Staaten)

## Weitere Flugdaten
- Kopplung ISS: 2. November 2000, 09:21 UTC (an das Modul Swesda)
- Abkopplung ISS: 24. Februar 2001, 10:06 UTC (vom Modul Swesda)
- Kopplung ISS: 24. Februar 2001, 10:37 UTC (an das Modul Sarja)
- Abkopplung ISS: 18. April 2001, 12:40 UTC (vom Modul Sarja)
- Kopplung ISS: 18. April 2001, 13:01 UTC (an das Modul Swesda)
- Abkopplung ISS: 6. Mai 2001, 02:21 UTC (vom Modul Swesda)

## Sonstiges
Der Zeitraum zwischen der Landung von STS-92 am 24. Oktober 2000 um 20:59:41 UTC und dem Start von Sojus TM-31 zur internationalen Raumstation ISS am 31. Oktober 2000 um 07:52:47 UTC war die bisher letzte Phase, in der sich kein einziger Mensch im All befand. Diese Phase dauerte sechs Tage und knapp elf Stunden.